# ليونيل ميدييروس
ليونيل ميدييروس (بالفرنسية: Lionel Medeiros)‏ هو لاعب كرة قدم فرنسي في مركز الدفاع، ولد في 14 أبريل 1977 في أورليان في فرنسا. لعب مع فيتوريا دي غيماريش ونادي أكاديميكا كويمبرا ونادي أورليانز ونادي أومونيا ونادي فارزيم.

## وصلات خارجية
- ليونيل ميدييروس على موقع قاعدة بيانات كرة القدم.إي يو (الإنجليزية)
- ليونيل ميدييروس على موقع عالم كرة القدم.نت (الإنجليزية)